# Nummernschalter
Ein Nummernschalter dient bei Telefonen zum Wählen einer Rufnummer nach dem Impulswahlverfahren. Sichtbares Bedienelement des Nummernschalters ist die Wählscheibe (auch Nummernscheibe, amtliche Bezeichnung Fingerlochscheibe).
Tastentelefone arbeiten in der Regel mit dem Mehrfrequenzwahlverfahren und haben keinen mechanischen Nummernschalter. Viele Tastentelefone können ihn elektronisch nachbilden und somit dennoch an einer Vermittlung betrieben werden, die ausschließlich das Impulswahlverfahren unterstützt.

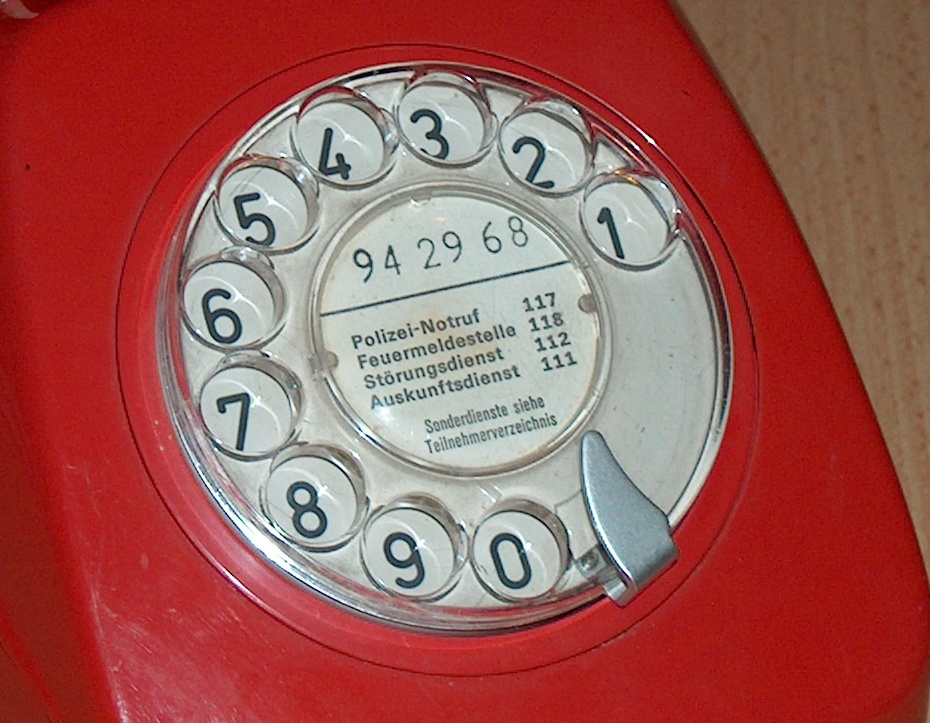
Wählscheibe auf einem Fernsprechtischapparat. Spritzgussteil aus transparentem Thermoplast, mittige Befestigungsschraube durch Kartonscheibe, bedruckt mit Notrufnummern und beschriftet mit Teilnehmernummer, und eingeklipster Kappe abgedeckt.

## Geschichte
In den Anfangszeiten der Fernsprechtechnik war es dem Benutzer eines Telefones nicht möglich, eine bestimmte Telefonverbindung zu einem anderen beliebigen Anschluss im Fernsprechnetz selbst aufzubauen. Um eine Verbindung zu bekommen, musste man die Vermittlungskraft im Fernsprechamt (umgangssprachlich das „Fräulein vom Amt“) „wecken“ (das war tatsächlich der offizielle Ausdruck für diesen Vorgang). Das geschah mittels Kurbelinduktor, teilweise auch durch Betätigen einer Ruftaste. Dem Vermittlungspersonal teilte man dann mündlich seinen Verbindungswunsch mit, worauf dieses mittels Klappenschränken die Verbindung aufbaute. Da an einer solchen Handvermittlung meist aufeinanderfolgend mehrere Personen beteiligt waren, dauerte der Verbindungsaufbau lange und war durch die mündliche Weitergabe des gewünschten Ziels fehleranfällig.
Erst das von Almon Strowger 1889 erfundene Vermittlungssystem (Automatic Telephone Exchange – US patent No. 447,918) ermöglichte dem Telefonnutzer eine selbstständige Wahl. Das Strowger-System hatte für jede Stelle der zu wählenden Rufnummer eine Taste, die der Ziffer entsprechend oft gedrückt werden musste. Um beispielsweise die Rufnummer 432 zu wählen, betätigt der Anrufer viermal die 100er-Taste, dreimal die 10er-Taste und zweimal die 1er-Taste. Die Bedienung war entsprechend umständlich und fehleranfällig. Ebenso war der Installationsaufwand hoch, da zusätzlich zu den bestehenden zwei Leitungsadern für die Sprechverbindung jede dieser Tasten über eine weitere Ader mit der Vermittlungsstelle verbunden war.
Am 20. August 1896 meldeten A. E. Keith und die Brüder John and Charles J. Erickson, die Mitarbeiter der „Strowger Automatic Telephone Exchange Company“ waren, ein anwenderfreundlicheres System zum Patent an. Für dieses System wurde am 11. Januar 1898 das US-Patent Nr. 597.062 erteilt. Die Tasten wurden durch eine Wählscheibe, den Strowger finger-wheel sub station dial ersetzt. Diese zeigte an, ob die Hunderter-, Zehner- oder Einerstelle gewählt wurde. Zwei Leitungsadern dienten der Übertragung der Wahlimpulse zur Vermittlungsstelle und waren dort mit jeweils einem Elektromagneten verbunden. Die Hunderter- und Einerstelle wurden über die eine Leitung übertragen und die Zehnerstelle über die andere. Diese Einrichtung benötigte zum Betrieb eine lokale Batterie (Ortsbatterie), was einen hohen Wartungsaufwand mit sich brachte, da sie regelmäßig erneuert werden musste.

„Um z. B. No. 2451 anzurufen: Hörer vom Haken nehmen, Finger in Öffnung 2 der Scheibe stecken, diese drehen, bis Finger am Anschlag anstösst, Scheibe loslassen. Dasselbe wiederholen bei No. 4, 5 u. 1, darauf 2 bis 3 Sekunden auf Knopf unter der Scheibe drücken. Ertönt Summen im Hörer, so ist Nummer besetzt, dann Hörer anhängen und später wieder anrufen.“

In Deutschland wurden im Jahre 1908 von der Reichstelegraphenverwaltung in den Fernsprechapparaten vom Typ OB/SA (genannt „Hildesheim“) Nummernschalter eingesetzt.
Der eigentliche, bis heute verwendete Nummernschalter, der ohne lokale Batterie auskommt und zudem die Leitungsadern für die Sprechverbindung zur Übertragung der gewählten Nummer nutzt, wurde von Siemens & Halske entwickelt und am 29. April 1913 als Patent angemeldet. Verschiedene Quellen nennen den Franzosen Antoine Barnay als Erfinder, dieser hatte jedoch ein komplettes Wählsystem und nicht den Nummernschalter an sich erfunden. Dieses Patent meldete er am 18. Mai 1923 an.

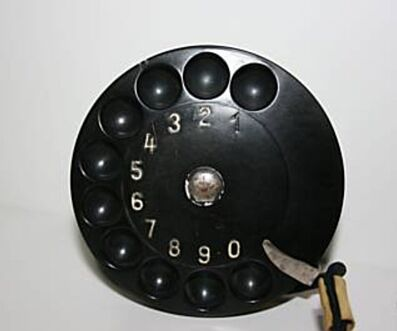
SABA-Nummernschalter mit Fingermuldenscheibe (1946)

In der Vergangenheit wurden auch andere Bedienelemente für den Nummernschalter verwendet, so gab es beispielsweise Geradezug-Nummernschalter und Trommelwählschalter, die sich aber nicht durchgesetzt haben. Auch der von der Firma SABA kurz nach dem Zweiten Weltkrieg konstruierte Nummernschalter mit „Fingermuldenscheibe“ (siehe Foto) konnte sich nicht durchsetzen. Seine Bakelit-Wählscheibe hatte statt der üblichen Löcher halbkugelförmige Vertiefungen.
In Münzfernsprechern, wie beispielsweise dem Tln Mü 55b, wurden spezielle Sperrnummernschalter (Sperrnummernschalter 50 und 55) eingesetzt, um bestimmte Rufnummern (z. B. Vorwahlen für Fern- und Auslandsgespräche, Ansagedienste etc.) zu blockieren. Diese wiesen eine sehr aufwändige mechanische Konstruktion auf. Beim Wählen wurde ein dreiarmiges Hebel- und Kontaktwerk in Gang gesetzt, das nacheinander die ersten drei Ziffern überprüfte. Drehbewegung und Kontaktführung der drei Arme ähnelten der eines Wählers. Durch Umlöten von bestimmten Kontaktverbindungen konnte man die Sperrnummernschalter quasi auf die gesperrten Rufnummern „programmieren“.
Nummernschalter waren Verschleißteile, die nach einer längeren Betriebszeit ausgetauscht oder überholt werden mussten. Vom Verschleiß betroffen waren insbesondere der Fliehkraftregler, dessen Lager und der Kontaktsatz. Die Firma Krone in Berlin entwickelte Anfang der 1970er-Jahre einen wartungsfreien, besonders langlebigen Typ (Nummernschalter 61f). Bei diesem wurde der Fliehkraftregler am Ende des Ablaufs nicht abrupt abgebremst, er lief langsam aus. Die Steuerung der nsi-Kontakte erfolgte durch Metallkugeln in einer Kunststoffkulisse, ebenso wurde durch diese Konstruktion das "Spatium" zwischen den Wahlvorgängen ohne zusätzliche Wählimpulse erzeugt, sodass kein nsr-Kontakt wie bei herkömmlichen Nummernschaltern notwendig war. Der Ablauf war sehr geräuscharm und geschah insgesamt etwas langsamer als bei herkömmlichen Typen (ca. 1,4 Sekunden beim Wählen einer Null). Durch die relativ hohen Fertigungskosten konnte sich dieses Modell für die Apparate der Deutschen Bundespost jedoch nicht durchsetzen. Im Laufe der Zeit wurden die Getriebe zunehmend aus Kunststoff gefertigt.
In Deutschland ging die Ära der mechanischen Nummernschalter in den 1980er-Jahren zu Ende; sie wurden durch elektronische Bauteile ersetzt, die deren Funktion nachbildeten. So wurde im Bereich der vorhandenen Vermittlungsstellen eine Tastenwahl ermöglicht. Eine solche Baugruppe wird als Tastenwahlblock (TWB) bezeichnet.
Mittlerweile sind Nachbildungen alter Telefone erhältlich, die zwar über eine Wählscheibe bedient werden, aber elektronisch arbeiten und am Festnetz das Mehrfrequenzwahlverfahren anbieten oder als Mobiltelefon arbeiten.

## Aufbau und Funktionsweise
Ein Nummernschalter besitzt eine Fingerlochscheibe mit zehn Löchern; jeder Ziffer von 1 bis 9 sowie der 0 ist je ein Loch zugeordnet. Eine Ziffer wird gewählt, indem der Benutzer den Zeigefinger in das entsprechende Loch der Fingerlochscheibe steckt und ihn durch Rechtsdrehung bis zum Anschlag (Fingeranschlag) bewegt. Im Innern wird dadurch eine Rückdrehfeder gespannt (technische Bezeichnung Aufziehen). Dann wird der Finger herausgezogen, worauf die Rückdrehfeder die Fingerlochscheibe mit einer durch den Fliehkraftregler definierten Geschwindigkeit in ihre Ursprungslage zurückdreht (technische Bezeichnung Ablauf). Bei diesem Ablauf (dem Zurückbewegen der Fingerwählscheibe in ihre Ursprungslage) wird durch den Nummernschalter eine der gewählten Ziffer entsprechende Anzahl von Unterbrechungen (Impulse) der Telefonleitung (der 0 entsprechen zehn Impulse) mit einer durch den Fliehkraftregler definierten Periodendauer erzeugt und so die Ziffer der Vermittlungsstelle signalisiert.

### Bestandteile

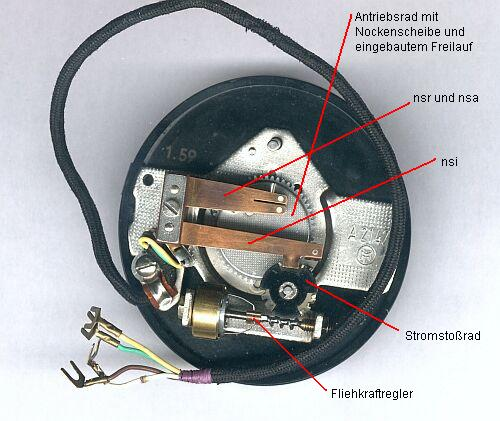
Nummernschalter (Innenansicht) Bauart NrS 38 M von der Fa. Merk Telefonbau aus dem Jahre 1959

Ein Nummernschalter besteht im Wesentlichen aus
- Fingerlochscheibe
- Fingeranschlag
- Zifferblatt (Zahlenkranz)
- Rückdrehfeder
- Fliehkraftregler
- Nockenscheibe
- Stromstoßrad (auch Impulsscheibe genannt)
- sowie drei elektrischen Kontakten.

Je nach Bauart des Nummernschalters können zur Übertragung der Drehbewegung noch diverse Zahnräder und Rutschkupplungen dazu kommen.

#### Der Fliehkraftregler
Eine normgerechte Dauer der Impulse wird durch den Fliehkraftregler sichergestellt. Dieser hält die Drehzahl der Wähl- und Nockenscheibe (auf etwa 43 min−1, bei älteren Nummernschaltern 50 min−1) und des Stromstoßrads konstant.
Je nach Bauart ist er mit einem Schnecken- oder ein Stirnradgetriebe an die Impulsscheibe gekoppelt. Im Fliehkraftregler werden zwei rotierende, durch eine Feder vorgespannte Bremsbacken durch die Fliehkraft gegen eine feststehende Bremstrommel gedrückt. Durch Ändern der Federvorspannung lässt sich die Drehzahl des Reglers und somit die Ablaufzeit des Nummernschalters kalibrieren.

#### Die Kontakte
Sowohl beim Aufziehen als auch beim Ablauf des Nummernschalters werden drei Kontakte über ein so genanntes Stromstoßrad und eine Nockenscheibe betätigt.
Die Bezeichnungen dieser drei Kontakte lauten
- nsa = Nummern-Schalter-Arbeits- (oder Abschalte-)Kontakt
- nsi = Nummern-Schalter-Impuls-Kontakt
- nsr = Nummern-Schalter-Reduzier- (Rücklauf, oder Ruhe-)Kontakt

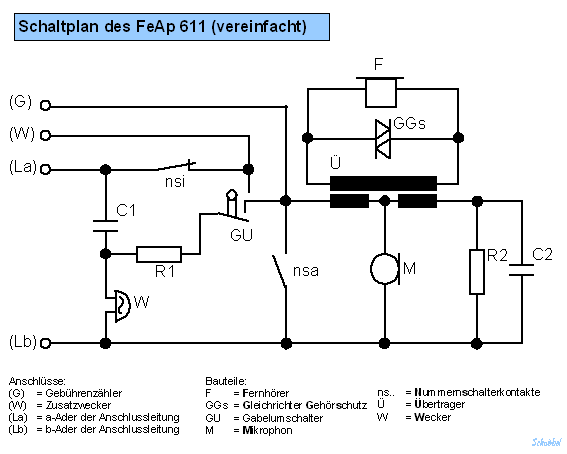
Die Nummernschalterkontakte (nsa, nsi) in einem FeAp 611

##### nsa-Kontakt
Der nsa wird beim Aufziehen des Nummernschalters durch die Nockenscheibe geschlossen und bleibt das auch bis zum Ende des Ablaufs. Er überbrückt die 'innere' Telefonschaltung (Sprechkreis). Dadurch wird erreicht, dass keine Impulsverzerrungen auftreten und die Wählimpulse (Knacken) nicht in den Handapparat (Telefonhörer) gelangen. Durch dieses Kurzschließen sinkt die am Telefon messbare Spannung, je nach Endgerätetyp, von etwa 8–12 Volt auf 0 Volt.

##### nsi-Kontakt
Durch den in Reihe mit nsa und Sprechkreis liegenden nsi werden die Wahlimpulse erzeugt, indem das Stromstoßrad diesen Kontakt unterbricht. Die gewünschte Nummer entsteht durch eine gleichmäßige rhythmische Unterbrechung der Leitungsschleife (Telefonleitung). Dadurch liegt für einen kurzen Moment die Leerlaufspannung (ca. 60 Volt) am Telefon. Zu beachten ist, dass der nsi immer zwei zusätzliche Impulse, die so genannten Leerlaufimpulse erzeugt. Wird beispielsweise die Ziffer 5 gewählt, produziert der nsi 5 + 2 = 7 Impulse.

##### nsr-Kontakt

Impulsdiagramm des Nummernschalters NrS38

Impulsdiagramm des Nummernschalters NrS61

Die Aufgabe des nsr ist es, die durch den nsi erzeugten zwei zusätzlichen Leerlaufimpulse auf der Leitungsschleife (Telefonleitung) unwirksam zu machen. Das geschieht dadurch, dass er den nsi bei den beiden Leerlaufimpulsen überbrückt. Diese Überbrückung kann je nach Konstruktion des Nummernschalters am Anfang oder am Ende der Impulsserie erfolgen. Eine Überbrückung am Anfang hat den Vorteil, dass der Fliehkraftregler mehr Zeit erhält, seine Soll-Drehgeschwindigkeit zu erreichen. Der nsr wird beim Ablauf durch die Nockenscheibe geschlossen. Dadurch wird erreicht, dass zwischen zwei gewählten Ziffern eine genügend große Pause entsteht. Die Pause zwischen den gewählten Ziffern beträgt mindestens die Zeit zweier Impulse, also 200 ms. Diese Pause wird Inter-digit pause (engl., abgek. IDP), selten auch Spatium genannt. Damit soll verhindert werden, dass z. B. zwei schnell hintereinander gewählte Ziffern „1“ von der Vermittlungsstelle als Ziffer „2“ erkannt werden. Zusätzlich erreicht man durch diese Impulspause eine ausreichend freie Zeit zum Durchsteuern der mechanischen Gruppenwähler (Hebdrehwähler, Edelmetall-Motor-Drehwähler) in der Vermittlungstechnik. Die Gesamt-Ablaufzeit inklusive Spatium beträgt 1,20 Sekunden. Ältere Nummernschalter der Bauart N24 oder N30, die zum Beispiel in Fernsprechern wie dem W28 oder dem ersten Modell 36 eingebaut waren, hatten diese Zwangspause noch nicht. Erst ab 1938 wurden von Siemens & Halske mit der Einführung des Fernsprechers W38 Nummernschalter-Typen mit nsr (Bauart NrS 38) eingesetzt. Die 38er-Typen hatten auch schneller laufende Fliehkraftregler als ihre Vorgänger, die den Ablauf ruhiger machten und dafür sorgten, dass die Nenndrehzahl früher erreicht wurde.
Da in dem geschalteten Stromkreis induktive Komponenten enthalten sind, unterliegen die Nummernschalterkontakte infolge von Funkenbildung und Materialwanderung einem Verschleiß. Deshalb wurden bereits ab den 1920er-Jahren zusätzliche Bauelemente zur Funkenlöschung in die Telefonapparate eingebaut. Im Laufe der Jahre kam es zu weiteren technischen Verbesserungen – zum Beispiel wurde eine sogenannte „Rückdrehsperre“ eingebaut (Bauart NrS 38 R). Diese verhinderte, dass sich das Stromstoßrad beim Aufziehen rückwärts mitbewegen konnte und dadurch Störungen verursachte.
Die letzte Generation von Nummernschaltern (in der DDR entwickelt, u. a. im Variant 74 eingesetzt) ab etwa Mitte der 1970er-Jahre mit Vollkunststoff-Getriebe hatte keinen nsr mehr. Dort wurde die Zeitverzögerung von 0,2 Sekunden zwischen den gewählten Ziffern nun mechanisch durch Kunststoff-Formteile erreicht. Der nsi erzeugte dadurch nur noch maximal 10 Impulse.

### Impulsverhältnis
Für eine korrekte Wahl der gewünschten Telefonnummer ist der gleichmäßige Lauf des Nummernschalters von entscheidender Bedeutung.

Das Impulsverhältnis, also das Verhältnis von Öffnen zu Schließen, des nsi-Kontaktes soll in Deutschland im Verhältnis 1,6:1 erfolgen und die Ablaufzeit für 10 Impulse (Wahl der Ziffer 0) soll 1 Sekunde betragen.
Dadurch beträgt die Zeit für einen Impuls (Ablaufzeit) 100 ms. Somit ergibt sich für einen Impuls ein Impulsverhältnis von 62 ms Öffnungszeit und 38 ms Schließzeit des nsi-Kontaktes.
Der Standard toleriert Ablaufzeiten von 90 ms bis 110 ms und Impulsverhältnisse von 1,3:1 bis 1,9:1 Manche elektronischen IWV-fähigen Telefonanlagen (Nebenstellenanlagen) können allerdings viel kritischer auf nicht korrekte Ablaufzeiten und falsche Impulsverhältnisse innerhalb der Toleranzgrenzen reagieren als ein Hauptanschluss der Vermittlungsstelle. Dann entsteht Falschwahl und es empfiehlt sich, den Nummernschalter so genau wie möglich einzustellen. Dafür werden Impulsschreiber oder Zungenfrequenzmesser genutzt.
Einige moderne digitale Vermittlungsstellen erlauben auch 20 Impulse pro Sekunde.

## Nationale Besonderheiten
Die Ziffern auf der Wählscheibe sind in fast allen Ländern entgegen dem Uhrzeigersinn angeordnet: 1, 2, 3, 4, 5, 6, 7, 8, 9, 0. Die Anordnung ist durch die Empfehlung ITU-T E.161 der Internationalen Fernmeldeunion „Arrangement of digits, letters and symbols on telephones and other devices that can be used for gaining access to a telephone network“ standardisiert. In Neuseeland ist die Reihenfolge umgekehrt. In Schweden steht die Null an erster Stelle, gefolgt von 1 bis 9.
In Deutschland und Österreich wurde bereits ab der Zwischenkriegszeit auf der Wählscheibe selbst zu jeder Ziffer entsprechend auch ein Buchstabe (A, B, C, D, E, F, G, H, J, K, beziehungsweise bei der Wiener Wählscheibe I, F, A, B, R, U, M, L, Y, Z) eingeprägt. So konnte man Kombinationen zwischen Ziffern und Buchstaben als Telefonnummer wählen. Man könnte es als Vorläufer der Buchstabenwahl bezeichnen.
In Dänemark erzeugte der Nummernschalter insgesamt elf Impulse, von denen der letzte durch den nsr-Kontakt kurzgeschlossen wurde. Die Gesamtablaufzeit beträgt 1,10 Sekunden bei Vollaufzug. Das Getriebe und der Fliehkraftregler liefen auch beim Aufziehen mit, dadurch wurde der Leerlauf-Ruck beim Wechsel Aufzug/Ablauf vermieden.
In Australien beträgt das Impulsverhältnis – das Verhältnis von Öffnen zu Schließen – 2:1. In den meisten Ländern ist es aber mit 1,6:1 genormt.
Bedingt durch die früheren unterschiedlichen Normierungen der einzelnen nationalen Aufsichtsbehörden für Fernmeldetechnik weicht dieses Verhältnis bei Nummernschaltern voneinander ab. Trotz dieser Abweichungen ist die Funktionsfähigkeit eines im Ausland gefertigten Nummernschalters in der Regel auch in einem anderen Land gegeben. Nur wurden die Zulassungsbedingungen des entsprechenden Landes nicht erfüllt, was einen offiziellen Einsatz dieses Bauteils in anderen Ländern verhinderte.

## Sonstiges

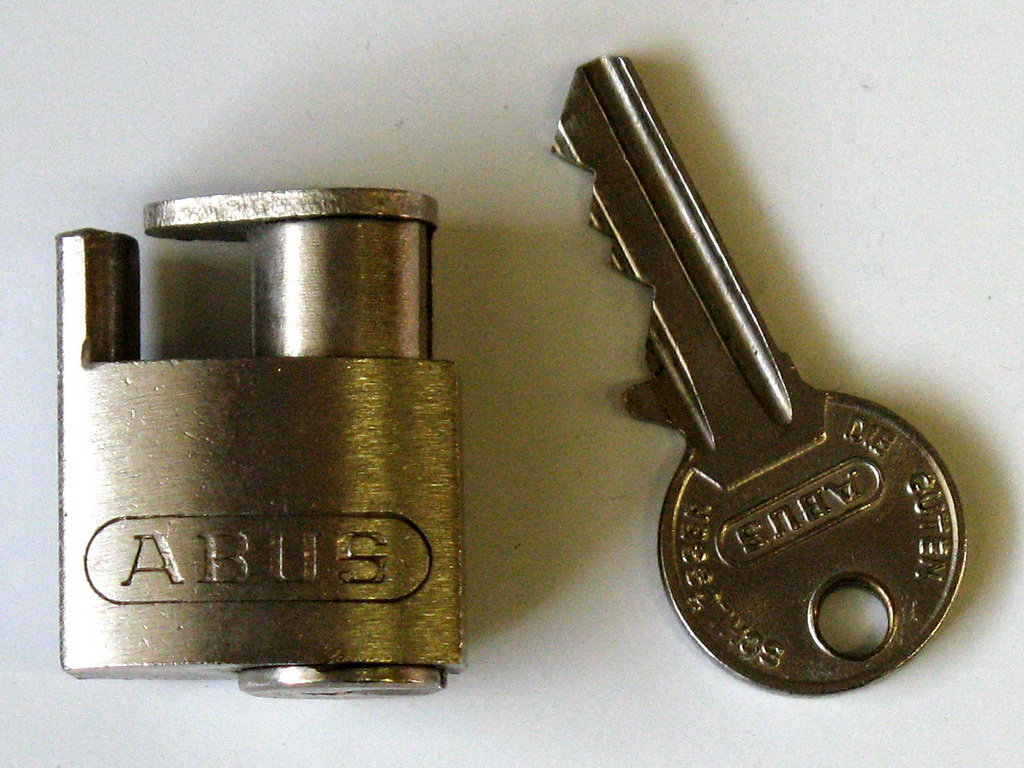
Vorhängeschloss für Telefonwählscheibe

In den 1970er-Jahren wurde gelegentlich ein kleines Telefonschloss in ein Fingerloch gesteckt und als herausstehende Barriere abgesperrt, um die Nutzung durch Unberechtigte zu beschränken.

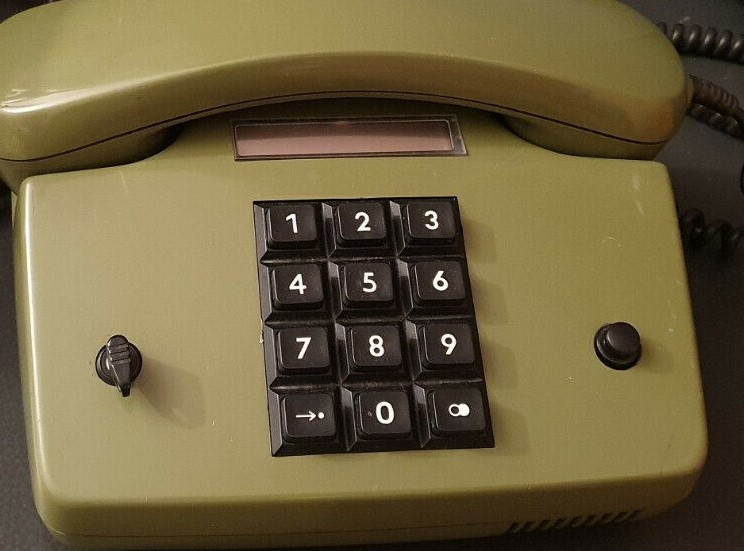
Tastentelefon mit Schloss

Diese Sperre wurde häufig im Loch 3 angebracht und ermöglichte so nur noch das Wählen der Notrufe 112, 122 und 133 (Feuerwehr, Polizei); liberaler war die Sperre im Loch 9, wodurch die für Ferngespräche nötige Verkehrsausscheidungsziffer „0“ verschlossen war, aber viele Ortsanschlüsse – ohne „0“ – noch erreichbar blieben. In Nebenstellenanlagen, in denen die „0“ der Amtsholung dient, waren nur mehr „interne Gespräche“ möglich.
Umgehen ließ sich die mechanische Sperre durch Austauschen der Fingerlochscheibe (Spitzpinzette löst die 2-Schlitz-Mutter). Versierte Nutzer konnten sogar mit etwas Geschick den rhythmisch passenden Gabelschlag nutzen und so die Nummernschalterfunktion durch „Klopfen“ mit der Fingerseite nachbilden und die gewünschte Rufnummer anwählen.
Mit der Funktion von mit „9“ beginnenden Kurzwahlen zwischen zahlreichen österreichischen Städten von 1973 bis 1996 änderte sich die dort dafür nötige Sperrposition auf „8“. An der entferntesten Position „0“ konnte das Schloss neutral geparkt werden. Die danach aufkommenden Tastentelefone hatten oft ein Schloss im Bedienfeld integriert.
Meist wurde mit dem Zeige- oder dem längeren Mittelfinger gewählt. Mit schmutzigen oder nassen Fingern, um lange Fingernägel zu schonen, am Schreibtisch etwas weiter zu reichen oder um beim Vieltelefonieren die Unterarmbewegung zu minimieren, wählte man gerne auch mit einem umgekehrt gehaltenen Schreibstift als Fingerersatz.
Zur Anwahl bundespostinterner (BRD) Spezialdienste gab es bis in die 1980er-Jahre Spezialnummernschalter mit zwölf statt zehn Fingerlöchern.
1908 wurde bei dem auf Selbstwahl umgestellten Amt Hildesheim ein Telefonwandapparat mit Wählscheibe (Typ ZB SA – Zentralbatterie Selbstanschluss) in Deutschland eingesetzt, bei dem die Scheibe mit am Fingerlochbogen vergrößerten Radius für die Wahl maximal um 180° (für die Null) gedreht wurde.
Telefonapparate mit Wählscheiben wurden in Österreich 1910 eingeführt. Davor hatte es Stellhebelapparate für vier mit Hebeln einzustellende Ziffern gegeben, deren Wahl durch eine Kurbelumdrehung übertragen wurde.
Kurze Zeit, grob geschätzt um 1970, gab es in Österreich Streifenwagen der Polizei mit einem Funkgerät mit Bedienteil mittig vor dem Beifahrerplatz des durchwegs üblichen VW Käfers. Ein damals üblicher Standard-Telefonhörer lag quer zur Fahrtrichtung und nahe der Windschutzscheibe in Aufnahmemulden auf dem Gerät und damit knapp über einer Wählscheibe, die somit erst nach dem Abheben frei bedient werden konnte. Es gab damals (eher) noch kein Mobilfunknetz der Telefonie.
Es gab – selten – schmale Tischtelefonapparate mit einer leicht schräg orientierten Wählscheibe und längs darüber in Doppelmulde abgelegtem Hörer. Erst nach dem Abheben war die Wählscheibe frei zugänglich.

## Übergang zu Tastentelefonen
Als die ersten Telefone mit Tastatur herausgegeben wurden, verwendeten diese ebenfalls noch das Impulswahlverfahren (IWV), d. h. das Verhalten eines Nummernschalters wurde elektronisch nachgebildet. Als später auch auf Vermittlungsseite die elektromechanischen Hebdrehwähler und Motordrehwähler durch elektronische Systeme ersetzt wurden, entstand die Situation, dass zwei elektronische Systeme miteinander kommunizierten, dabei aber beide ein elektromechanisches Verhalten simulierten. Das änderte sich erst mit Einführung der digitalen Vermittlung mittels Mehrfrequenzwahlverfahren (MFV). Dennoch beherrschen aus Gründen der Abwärtskompatibilität die meisten digitalen Vermittlungsstellen deutscher Netzbetreiber (z. B. Deutsche Telekom) und auch die meisten Telefonanlagen sowie analoge Telefonadapter weiterhin das IWV, so dass viele Wählscheibentelefone auch heute noch betrieben werden konnten. Seit der flächendeckenden Umstellung auf IP-Telefonie können die meisten Heimrouter mit integrierter Telefonanlage auch weiterhin das IWV interpretieren.